# Dwór w Lubiechowej
Dwór w Lubiechowej – dwór wybudowany na przełomie XV/XVI wieku w Lubiechowej.

## Położenie
Dwór położony jest we wsi w Polsce, w województwie dolnośląskim, w powiecie złotoryjskim, w gminie Świerzawa, na pograniczu Pogórza Kaczawskiego i Gór Kaczawskich w Sudetach.

## Opis
Dwór z końca XV lub początku XVI wieku. Zbudowany na planie prostokąta i zlokalizowany pierwotnie na sztucznej wyspie na stawie. Pierwotne wejście zlokalizowano na środku dłuższej ściany - od strony południowo-wschodniej - na wysokości drugiej kondygnacji. 
W 1 połowie XVI wieku dwór przebudowano, a od strony północno-zachodniej zbudowano trójkondygnacyjne skrzydło zachodnie pełniące rolę aneksu kuchennego. 
W 1 połowie XVII wieku zbudowano wykusze i przyporę, nowe okna oraz przebudowano aneks kuchenny.Wnętrza ozdobiono polichromiami. 
Po 1756 roku opuszczony już dwór przebudowano na spichlerz budując szczyty z eliptycznymi oknami, dach z naczółkami i trzy nowe przypory. Rozebrano w większości skrzydło kuchenne. Zbudowano dwa nowe wejścia, osuszono staw i wzniesiono budynki folwarczne.  
Na początku roku 2019 dr Piotr Błoniewski wykonał koncepcję odbudowy dworu i zagospodarowania terenu wokół niego wraz z adaptacją budynków gospodarczych.  